# نئوفیل کلرید
نئوفیل کلرید (به انگلیسی: Neophyl chloride) با فرمول شیمیایی C۱۰H۱۳Cl یک ترکیب شیمیایی با شناسه پاب‌کم ۶۸۱۹۱ است. که جرم مولی آن ۱۶۸٫۶۶۳ g/mol می‌باشد. شکل ظاهری این ترکیب، مایع بی‌رنگ است.